# Vicente Esquivel
Vicente Esquivel y Rivas fue un pintor y escultor español del siglo XIX, nacido en Sevilla o Madrid alrededor de 1840 y fallecido en fecha desconocida, aunque aún vivía en 1903, hijo del también artista Antonio María Esquivel. Destacó en la faceta de retratista y como pintor de escenas costumbristas.

## Biografía
En diciembre de 1867 tomó plaza por oposición como profesor de dibujo en la Escuela de Bellas Artes de Cádiz, en 1868 obtuvo el traslado a Sevilla y posteriormente al Conservatorio de Artes de Madrid. Entre sus obras se puede citar la escultura de
Hebe que se conservaba a finales del siglo XIX en el Café de Madrid, el Retrato de Francisco López de Castro, el Retrato de Fray Bartolomé de las Casas y su óleo Una nueva partitura que se encuentra en la Colección Bellver de Sevilla. Ossorio menciona tres retratos ejecutados para la Biblioteca Colombina de Sevilla: los ya citados de Francisco López de Castro y Fray Bartolomé de las Casas y el de Antonio María Esquivel, además del de Antonio Alcalá Galiano para el Ateneo de Madrid y "varios cuadritos de género y de animales" que se vieron en exposiciones madrileñas. El titulado La feria de Sevilla es uno de los mejores. También es digno de nota La visita del abad, que se subastó
en Londres en 1907, y, entre los retratos, el de doña Isabel Falcó, perteneciente a la casa ducal de Alba.

## Enlaces externos

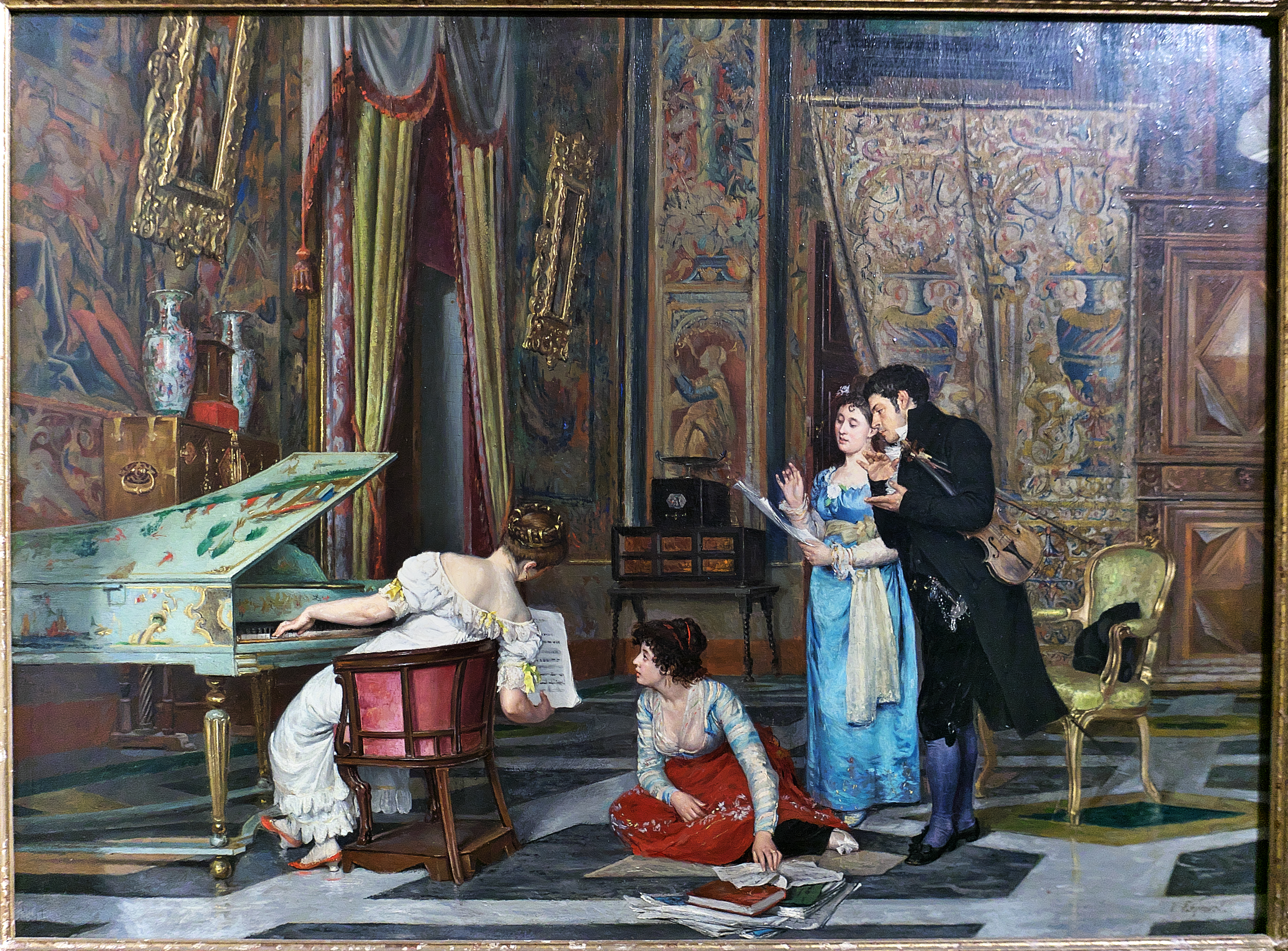
Una nueva partitura